# Куртпашова кула
Куртпашовата кула се намира в западната част на централния площад „Христо Ботев“ във Враца и се вписва в ансамбъла на Драматичния театър, Историческия музей и Художествената галерия.
Със своя оригинален силует, въпреки малките си размери (квадрат със страна 5,90 м и височина 11 м), кулата създава впечатление за средновековен замък. Тя е една от няколко подобни кули, съществували през османско време. Използвана е за укрепено жилище на местен феодал.

## Архитектура
Кулата датира от 17 век, но нейните елементи и начин на строеж сочат приемственост от крепостното строителство на Българското средновековие - 14 век. Състои се от подземен, приземен и 2 етажа за живеене. Подземието е засводено, докато етажите са разделени с дървен гредоред. До приземния етаж се е достигало чрез дървена стълба, която е прибирана при възникване на опасност. Първият етаж е висок 3 м и е пригоден за живеене и едновременно за отбрана. Вторият етаж е изграден еркерно на конзоли от четири страни. Този етаж е висок 2,50 м и е отделен от първия с двоен гредоред и пълнеж от хоросан и камъни – за предпазване от пожар. Има 12 мазгала, а между конзолите – отвори за изливане на горещи течности върху противника. До етажите се достига по дървени еднораменни стълби.